# Illycaffè
Az Illy olasz kávégyártó cég, amelynek székhelye és termelő üzeme Triesztben található.

## Történet
A céget 1933-ban alapította Illy Ferenc magyar származású üzletember, az olasz presszókávé atyja. A vállalkozást később fia, Ernesto Illy (1925–2008) vezette, jelenleg pedig a család harmadik generációja foglalja el az elnöki posztot.
Az Illy fontosabb termékei különböző kávékeverékek, melyek legfontosabb tulajdonsága, hogy 100%-ban arabica kávészemekből készülnek. A termékeket – a világon elsőként – légmentesen lezárt fémdobozba csomagolva hozták forgalomba. A kávé több mint felét exportra termelik a világ 140 országába.